# 4151 Аланхейл
4151 Аланхейл (1985 HV1, 1968 HD, 1976 SO1, 1979 FX1, 1982 SZ4, 1985 JX, 4151 Alanhale) — астероїд головного поясу, відкритий 24 квітня 1985 року.
Тіссеранів параметр щодо Юпітера — 3,193.